# Joan Wheeler
Joan Natalia Wheeler (8 de enero de 1913 – 20 de diciembre de 2001) fue una actriz teatral y cinematográfica estadounidense. Activa en los años 1930, fue fundadora de la Galería de Arte Ankrum, en el bulevar La Ciénaga de Los Ángeles.

## Biografía
Su nombre completo era Joan Natalia Wheeler, y nació en Palo Alto, California. Sus padres, que tuvieron otros tres hijos, eran Raymond Bert (1888–1980) y Margaret Lucille Ozier (1888–1956).
Wheeler se inició en la actuación en el teatro Pasadena Playhouse, donde conoció a su primer marido, el actor Morris Ankrum. Casados el 16 de agosto de 1935 en Benbow (California), tuvieron dos hijos, David y Cary. Este matrimonio acabó en divorcio varios años después, y en 1984 Wheeler se casó con otro actor, William Challee.
Ella fue la fundadora de la galería de arte Ankrum, una galería pensada para exponer las obras de su sobrino, el artista sordo de nacimiento, Morris Broderson. En sus últimos años ella vivió en Los Ángeles, California, ciudad en la que falleció en 2001.

## Actuaciones en Broadway
- Growing Pains (1933)
- Strangers at Home (1934)
- Western Waters (1937)

## Selección de su filmografía
- Madame Du Barry (1934)
- Desirable (1934)
- The Merry Frinks (1934)
- Smarty (1934)
- Twenty Million Sweethearts (1934)